# Günder Varinlioğlu
Günder Varinlioğlu ist eine türkische byzantinische Archäologin.

## Leben
Günder Varinlioğlu ist die Tochter der Klassischen Philologen Ender und Güngör Varinlioğlu. Sie studierte zunächst Architektur an der Middle East Technical University in Ankara bis zum B.A. 1995. Anschließend folgte ein Studium der Archäologie und Kunstgeschichte an der Bilkent Universitesi in Ankara bis zum Master 1998. Es folgte ein Promotionsstudium an der University of Pennsylvania in Philadelphia, wo sie 2008 bei Robert Ousterhout promoviert wurde. Von 2008 bis 2012 arbeitete sie in der Fotoabteilung der Dumbarton Oaks Research Library in Washington. Seit 2014 lehrt sie an der Mimar Sinan Üniversitesi in Istanbul als Associate Professor.
Ihr Forschungsgebiet ist die Archäologie und Siedlungsgeschichte des frühbyzantinischen Kilikiens, insbesondere von kleineren, ländlichen Siedlungen. Seit 2010 leitet sie den „Boğsak Archaeological Survey“ an der Küste des östlichen Rauhen Kilikiens bei Silifke. Sie gehört dem Advisory Board des Journal of Roman Archaeology an.

## Veröffentlichungen (Auswahl)
- The legacy of the hippodrome at Constantinople. Masterarbeit, Bilkent University, Ankara 1998 (Digitalisat).
- Rural landscape and built environment at the end of antiquity: limestone villages of southeastern Isauria. Dissertation University of Pennsylvania 2008.
- Living in a Marginal Environment: Rural Habitat and Landscape in Southeastern Isauria: In: Dumbarton Oaks Papers 61, 2008, S. 287–317 (Digitalisat).
- Artamonoff: Picturing Byzantine Istanbul, 1930–1947. Koç University Press, Istanbul 2013, ISBN 978-605-5250-16-4.
- Rural Habitat in the Hinterland of Seleucia ad Calycadnum during Late Antiquity In: Michael C. Hoff, Rhys F. Townsend (Hrsg.): Rough Cilicia - New Historical and Archaeological Approaches. Oxford 2013, ISBN 978-1-84217-518-7, S. 199–209.
- Quarry Industry in Rough Cilicia: The Cases of Dana Island and Kesiktaş. In: Adalya 27, 2024, S. 383–408 (Digitalisat).